# 單父令
單父令，山東高密县人。清朝政治人物、進士出身。

## 生平
崇祯六年（1633年），鄉試中舉八十名。明亡仕清，順治三年（1646年）登進士。授江蘇蘇州府推官。